# Фирнебург
Фирнебург (нем. Virneburg) — община в Германии, в земле Рейнланд-Пфальц. 
Входит в состав района Майен-Кобленц. Подчиняется управлению Фордерайфель.  Население составляет 409 человек (на 31 декабря 2010 года). Занимает площадь 5,42 км².

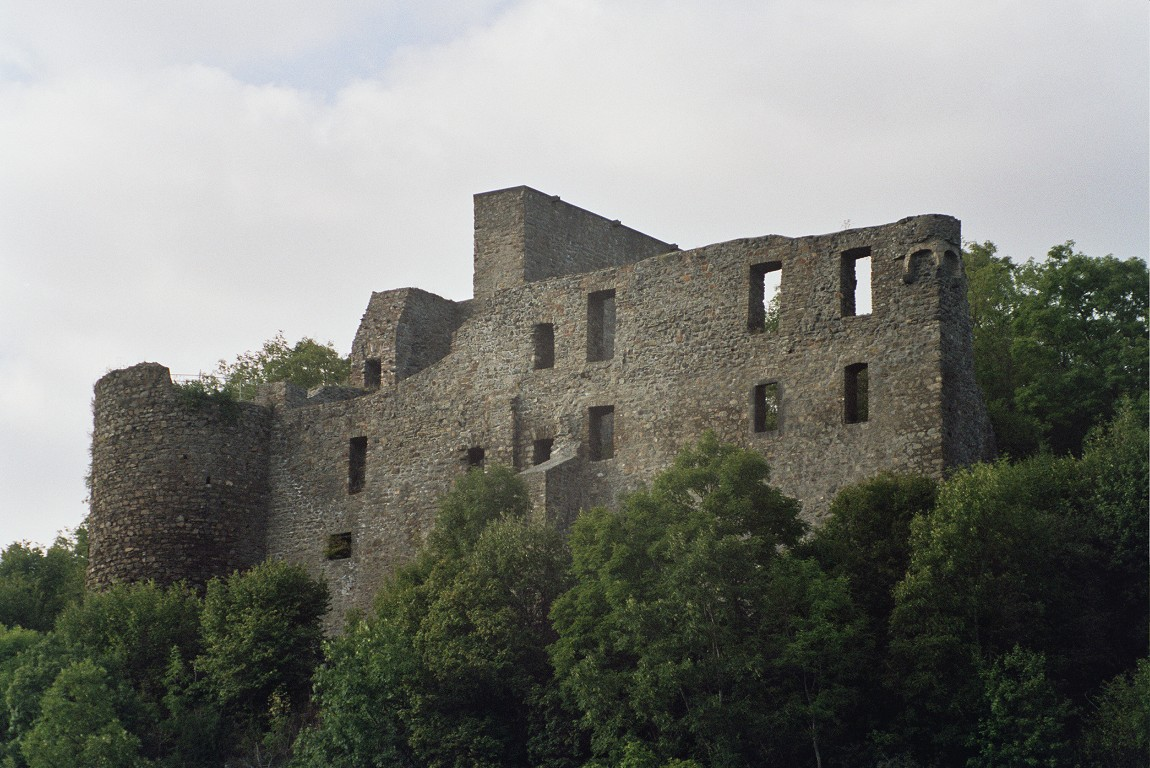
Фирнебург

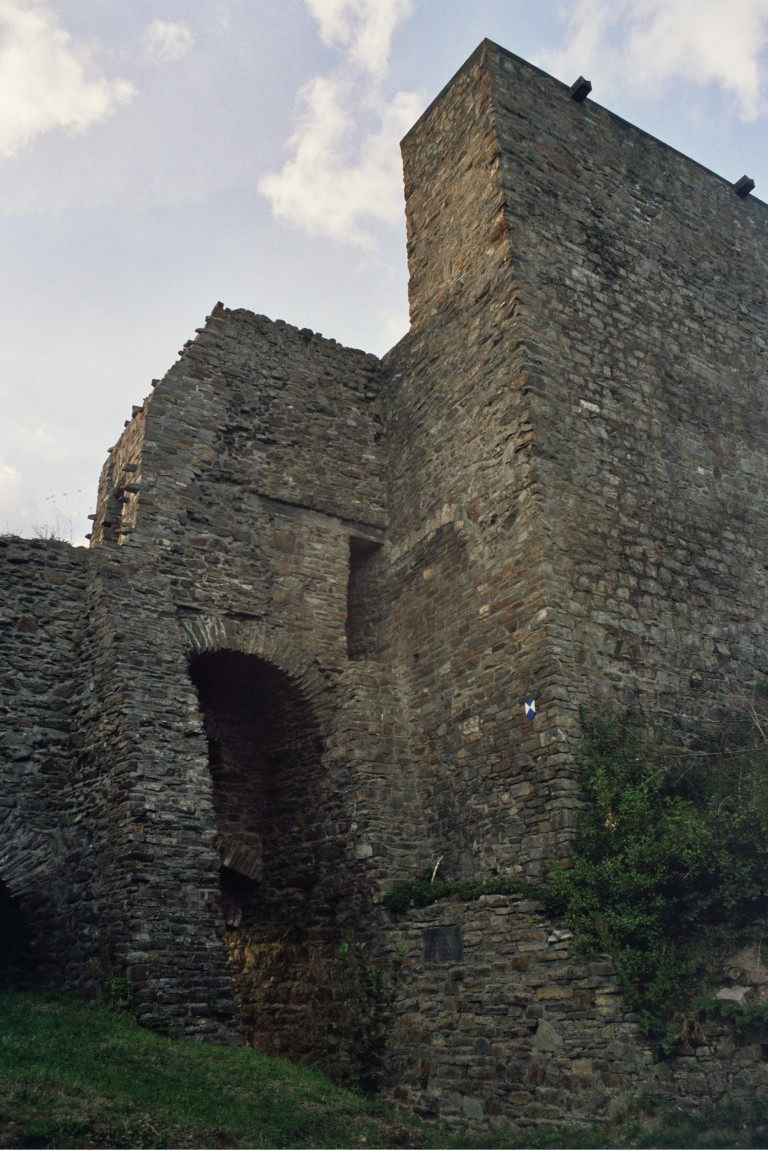
Фирнебург